# アリゲーター科
アリゲーター科（アリゲーターか、Alligatoridae）は、爬虫綱ワニ目に分類される科。

## 形態
背面は大型の鱗で覆われている。口吻が短く幅広い。口を閉じた時に下顎の第4歯が外から見えないとされるが、例外もあり一例としてメガネカイマンでは見える個体もいるため絶対的な区別方法ではない。腹面にある鱗板に、感熱器官（濾胞）がない。指（趾）行性。

## 分類
以下の現生の分類群・英名は、Reptile Database (2021) に従う。和名は中井 (2023) を一部参考。
- アリゲーター属 Alligator
  - Alligator mississippiensis アメリカアリゲーター(ミシシッピワニ) American alligator
  - Alligator sinensis ヨウスコウアリゲーター(ヨウスコウワニ) Chinese alligator

- カイマン属 Caiman
  - Caiman crocodilus メガネカイマン Spectacled caiman
  - Caiman latirostros クチビロカイマン(マルハナカイマン) Broad-snouted caiman
  - Caiman yacare パラグアイカイマン(パラグアイメガネカイマン) Yacare caiman

- クロカイマン属 Melanosuchus
  - Melanosuchus niger クロカイマン(オオカイマン) Black caiman

- コビトカイマン属(ムカシカイマン属) Paleosuchus
  - Paleosuchus palpebrosus コビトカイマン(キュビエムカシカイマン) Cuvier's smooth-fronted caiman
  - Paleosuchus trigonuatus ブラジルカイマン(シュナイダームカシカイマン) Schneider's smooth-fronted caiman

## 人間との関係
日本では2021年の時点で科単位で特定動物に指定されており、2019年6月には愛玩目的での飼育が禁止された（2020年6月に施行）。